# Oruaiti
La ville d'Oruaiti est une localité de la région du Northland, située dans l'île du Nord de la Nouvelle-Zélande.

## Situation
Elle siège sur le trajet de la route State Highway 10/S H10 (en). 
La ville de Mangonui siège à l'ouest, et le mouillage de Whangaroa Harbour (en) vers l’est.

## Éducation
L'école d'Oruaiti School  est une école mixte assurant tout le primaire (allant de l’année 1 à 8) avec un taux de décile de 4 et un effectif de 93 élèves.
L’école a commencé à fonctionner en 1896.
En 1950 et au début des années 1960, elle devint une école expérimentale avec le principal ‘Elwyn Richardson’. Le principal actuel est Mme ‘Jeanette Voyce’, et elle a vu ses effectifs augmenter à partir de 26 élèves, quand elle a commencé en 1995.